# Каин и Авел
„Каин и Авел“ (на английски: Kane and Abel) е роман от 1979 година на английския писател Джефри Арчър.
Книгата е публикувана в Обединеното кралство през 1979 година и в Съединените щати през февруари 1980 година, като продва над един милион копия само през първата седмица, ставайки международен бестселър. Тя достига първо място в списъка на най-продаваните книги на New York Times. Към 2009 година са продадени около 34 милиона копия по целия свят.
В продължението на книгата, The Prodigal Daughter, главен герой е дъщерята на Авел, Флорентина.
През 2003 година Каин и Авел се класират на 96-о място в анкетата The Big Read на BBC. „Каин и Авел“ е сред най-продаваните книги в света, с продажби, сравними с тези на To Kill a Mockingbird и Gone with the Wind.

## Резюме на книгата
„Каин и Авел“ разказва историята на два различни живота. Каин, докато учи в Харвард, разбира, че кръстникът му Хенри е измамил майка му и че истинската му самоличност е Виторио Тосана. Това води до смъртта на майка му и Каин изгонва Хенри от имението си.
От друга страна, Авел Росновски е отгледан в гората от семейство ловци на животни и е известен с интелигентността си. Той е поканен да остане в замъка на един барон, но по време на Първата световна война той е окупиран от германците и баронът е убит. Авел се премества в Сибир, бяга в Турция и имигрира в Северна Америка.
В Северна Америка Авел работи като сервитьор в хотел и учи икономика. По време на Голямата депресия собственикът на хотела се самоубива и оставя собствеността на Авел. Авел преименува хотела на „Байрън“ и сключва партньорство с политика Хенри Осбърн.
Децата на Авел и Каин се влюбват и се оженват, без да знаят за враждата между бащите си. Каин и Авел продължават да бъдат врагове, без да осъзнават, че влияят на живота на другия. Историята завършва със смъртта на Авел и внукът му Уилям му[ неясно? ] подарява сребърната лента, която някога го обозначава като барон. Тази история задълбочено разглежда сложността на човешката мотивация, измамата и примирението.

## На български
- Арчър, Джефри. Каин и Авел.   София, ИК „Бард“ ООД, 2002. ISBN 954-585-341-7.